# 湘南カントリークラブ
湘南カントリークラブ（しょうなんカントリークラブ）は、 神奈川県茅ヶ崎市赤羽根にあるゴルフ場である。

## 概要
戦前、三菱は地方出身者用の独身寮「恩斉寮」を巣鴨に建てた、戦後は、三菱創業100年事業として計画されたが実現しなかった。その後、若い社員がプレーし親睦が出来るコースの計画が出された。
1957年（昭和32年）、ゴルフ場用地として茅ヶ崎の赤羽根台地区と甘沼地区（後・「スリーハンドレッドクラブ」（1962年（昭和37年）開場、設計・東急電鉄株式会社衛星都市建設部）の2候補地が上がった。発起人の赤星平馬らによって調査が行われ、甘沼地区は農地が多いことから、高低差が若干ある赤羽根台に決定された。同年9月、新たなゴルフ場建設に向けて経営母体「株式会社湘南カントリー」を設立、三菱グループと発起人が株主となった。クラブは、プライベートクラブとし一代限りの会員制とした。
ゴルフ場の設計は、井上誠一に依頼、1957年（昭和32年）、造成工事が着工された。しかし、着工から開場まで創設農地との闘いである、殆ど開墾されず放置されていた創設農地である。山林を国が買い上げ、農家に払い下げ開墾させ、20年間は転用や転売が規制される、農地改革法に抵触されたのである。
1961年（昭和36年）4月14日、正式開場時、農地改革法に抵触するため、6番ホールと12番ホールが影響を受け、アウトコースとインコースともパー35、計パー70でのオープンとなった。それが解消されたのは、1968年（昭和43年）9月、オープンから7年後のことである。完成した井上誠一設計のコースは、平坦で端正なコースを多く手掛けた井上のコースと比較し、起伏と変化が多い小さな砲台グリーンの難易度の高いコースである。

## 所在地
〒253-0001 神奈川県茅ヶ崎市赤羽根4123番地

## コース情報
- 開場日 - 1961年4月14日
- 設計者 - 井上 誠一
- コースタイプ - 丘陵コース
- コース - 18ホールズ、パー72、6,931ヤード、コースレート72.8
- フェアウェー - コウライ
- ラフ - ノシバ
- グリーン - 2グリーン、ニューベント
- ラウンドスタイル - 全組キャディ付、歩いてのラウンド、１組４人が原則、状況によりツーサム可
- 練習場 - 20打席230ヤード
- 休場日 - 毎週月曜日、12月31日、1月1日[2]

## ギャラリー
- コース - 「湘南カントリークラブ」、コース案内、2021年3月19日閲覧
- ハウス - 「湘南カントリークラブ」、施設案内、2021年3月19日閲覧

## 交通アクセス
鉄道
- JR東海道本線 - 藤沢駅より タクシー利用
- 東海道本線 - 辻堂駅より タクシー利用
- 小田急江ノ島線 - 藤沢駅[3]

道路
- 東名高速道路 - 厚木ICより 約8km[3]

## エピソード
- 「湘南カントリー倶楽部」は、会員権を第三者への譲渡を禁止し、一代限りの会員制で、法人だけを集めたプライベートクラブとして貴重な存在である[4]。
- 「湘南カントリー倶楽部」は、三菱グループのゴルフ迎賓館と見られ、部外者を寄せつけないゴルフ場である[4]。

## 関連文献
- 『週刊ダイヤモンド 1971年4月3日号』、「日本のゴルフ場 湘南カントリークラブ 宇根果志・伊藤昭二」、東京 ダイヤモンド社、1971年4月3日、2021年3月19日閲覧
- 『ゴルフ場ガイド 西版』、2006-2007、「湘南カントリークラブ」、東京 ゴルフダイジェスト社、2006年5月、2021年3月19日閲覧
- 『美しい日本のゴルフコース BEAUTIFUL GOLF CULTURE IN JAPAN 日本のゴルフ110年記念 ゴルフは日本の新しい伝統文化である』、ゴルフダイジェスト社「美しい日本のゴルフコース」編纂委員会編、「湘南の丘陵地に展開する井上誠一設計の意欲作三菱グループの迎賓館」、東京 ゴルフダイジェスト社、2013年12月、2021年3月19日閲覧